# Индекс автомобильных номеров Австралии
Австралийские номерные знаки выпускаются штатами и территориями Австралийского союза, а также Правительством и Вооружёнными силами Австралии. Регистрационные номерные знаки принадлежат транспортному средству и обычно не меняются в течение всего срока эксплуатации транспортного средства. Исключение делается только, если они стали нечитаемыми или по каким-то другим причинам. В этом случае они могут быть отозваны или заменены на новые. С 1970-х годов до второй половины 1990-х годов большинство австралийских номерных знаков имели форму xxx·xxx (где x — это либо цифры, либо буквы) — например, aaa·nnn в штате Виктория, Новом Южном Уэльсе, в Южной Австралии и в Австралийской столичной территории; naa.nnn в Западной Австралии, где начальная цифра была в интервале между 6 и 9; и nnn.aaa в Квинсленде. Позднее, когда эти серии номеров исчерпали доступное количество сочетаний, различные штаты и территории выбрали для себя различные сочетания-комбинации последовательность нумераций, такие, что общность принципов серийной нумерации перестала существовать (везде серии были разные). Самое последнее нововведение последовательности в серии нумерации на номерных знаках произошло в Южной Австралии, которая с октября 2008 года выпускает в формате Snnn.aaa. Тем не менее, большинство номерных знаков имеют тот же самый размер, (для каждого конкретного автомобиля) так что все же остаётся элемент некоторого сходства между ними.

## Краткий перечень стандартных номерных знаков
| Штат / Территория              | Цвет текста / фона      | Формат   | Слоган                                                                 | Текущие серии | Отметки |
| ------------------------------ | ----------------------- | -------- | ---------------------------------------------------------------------- | ------------- | --- |
| Территория Федеральной Столицы | синий/белый             | YAB·12C  | Почувствуй Канберру · Столица нации · Сердце нации · Праздник столетия | YFR·00A       | |
| Новый Южный Уэльс              | Чёрный/жёлтый           | AB·12·CD | Новый Южный Уэльс                                                      | BA·00·AA      | |
| Северная Территория            | охра/белый              | 123·456  | NT · OUTBACK AUSTRALIA                                                 | 920·000       | |
| Квинсленд                      | красно-коричневый/white | 123·ABC  | Квинсленд · Солнечный · Умный штат                                     | 000·LAA       | |
| Южная Австралия                | Чёрный/белый            | S123·ABC | Южная Австралия                                                        | S000·AAA      | New plate issue from October 2008. No slogan.                                                                     |
| Тасмания                       | синий/белый             | A 12 BC  | Тасмания · Исследование возможностей                                   | A 00 AA       | |
| Виктория                       | синий/белый             | ABC 123  | Виктория · Место, где нужно побывать                                   | WRA 000       | |
| Западная Австралия             | синий/белый             | 1ABC·234 | Западная Австралия                                                     | 1CWA·000      | Декоративный мотив- солнце в пустыне и голубая полоска неба вверху на номерном знаке. Выдавлен только номер серии |

## Общие характеристики
Номерные знаки обычно содержат название штата или территории и автослоган, принадлежащий данному штату внизу номерного знака. Недавно выпущенные серии номерных знаков с 1990-х годов также часто используют цвета штата, где они выпущены, включая некое изображение такое, как логотип штата для автомобильных номеров, который ставится между комбинацией букв и цифр.
Транспортные средства, которые ездят на газе, (на метане или на пропанбутане, обычно имеют на своих знаках символ — металлического цвета бриллиант, с нанесенной белым цветом надписью LPG на красном фоне (для пропан-бутана) или металлический диск с буквами CNG на красном фоне, прикрученный на пластину номерного знака. Если на транспортном средстве установлено несколько газовых баллонов иногда используется два таких значка. В некоторых случаях второй такой значок может указывать на количество газовых баллонов, закреплённых в топливной системе автотранспортного средства.
Автомобили-гибриды имеют точно такой же зелёный значок в форме бриллианта.